# Peyrolles-en-Cévennes
Peyrolles-en-Cévennes (bis zum 10. Januar 2025 Peyrolles) ist eine französische Gemeinde mit 31 Einwohnern (Stand 1. Januar 2022) im Département Gard in der Region Okzitanien.

## Geografie
Die Gemeinde Peyrolles-en-Cévennes liegt 36 Kilometer westlich von Alès und 63 Kilometer nordwestlich von Nîmes in den Cevennen. Im Norden grenzt sie an das benachbarte Département Lozère.
Ihr Gebiet dehnt sich auf rund sechs Kilometer langgestreckt in Nord-Süd-Richtung aus und wird mittig vom Gardon de Saint-Jean durchzogen. Dadurch entsteht zugleich eine Zweiteilung der Landschaft in das Flusstal sowie die umliegenden Bergketten, welche auf dem Gemeindegebiet eine Maximalhöhe von 804 Metern erreichen. Einen Kernort besitzt Peyrolles-en-Cévennes nicht, stattdessen handelt es sich um eine Ansammlung von Einzelsiedlungen. Die größte Konzentration an Siedlungsraum auf dem insgesamt äußerst dünn besiedelten Gelände befindet sich auf der Erhebung La Salle oberhalb des Flusstals, weswegen sich diese als Zentrum der Kommune bezeichnen lässt. Rund 85 Prozent ihrer Gesamtfläche sind von Wäldern und weiterem Pflanzenbewuchs bedeckt.
Die Nachbargemeinden von Peyrolles-en-Cévennes sind Moissac-Vallée-Française im Norden, Saint-Jean-du-Gard im Osten, Sainte-Croix-de-Caderle im Südosten, Soudorgues im Südwesten und L’Estréchure im Westen.

### Infrastruktur
Die entlang des Gardon durch das Gemeindegebiet verlaufende Straße D907 stellt in südöstlicher Richtung über Saint-Jean-du-Gard die Anbindung an Anduze und an Teile des Großraums rund um die Stadt Alès her. In nordwestliche Fahrtrichtung führt die Strecke bis nach Florac.

## Geschichte und Kultur
Im Fall von Peyrolles-en-Cévennes besteht ein direkter Zusammenhang zwischen dem Wappen und der Namen: Das Wappen zeigt drei Kessel, während das okzitanische Wort pairol ebenfalls für „Kessel“ steht. Tatsächlich jedoch geht der Name nicht auf pairol, sondern auf die Vokabel peyre für „Stein“ zurück. Es darf angenommen werden, dass die felsige Umgebung den Anlass zur Benennung gab. Historisch existierten verschiedenen Schreibweisen wie zum Beispiel Pairolles und über Jahrhunderte war Peyroles die offizielle Variante; erst 2006 wurde das zweite L ergänzt.
Die Geschichte von Peyrolles-en-Cévennes geht bis ins Mittelalter zurück. Ein im Dezember 1242 verfasstes Dokument deutet auf die Existenz einer Pfarrgemeinde hin und ein Schriftstück von 1321 legt nahe, dass sich zumindest Teile davon im Besitz der Herren von Sauve befanden. Später war die Kommune Teil einer Region, die stark von der protestantischen Glaubensrichtung geprägt war und hatte unter den religiösen Spannungen im Land zu leiden. Bereits 1689 war der Pfarrer Opfer eines möglicherweise aus Versehen durchgeführten Mordanschlags geworden, der auch seinem Amtskollegen aus Saint-Jean-du-Gard gegolten haben könnte. Weil der Hauptverdächtige beharrlich schwieg und dadurch seinen Tod in Kauf nahm, konnten die wahren Umstände allerdings nie geklärt werden. Von 1702 bis 1705 wurde die gesamte Region zum Schauplatz des von den protestantischen Kamisarden geführten Cevennenkrieges. Während sich ein Ortsansässiger den Kamisarden anschloss und dies später mit dem Leben bezahlte, suchte mit Abraham Mazel ein prominenter Vertreter der Protestanten im Weiler La Baume regelmäßig Schutz. Im Verlauf des Konfliktes, der aus Sicht der Protestanten mit einer Niederlage endete, wurde die lokale Kirche in Flammen gesetzt und wenige Jahre später renoviert; das protestantische Gebetshaus ist bis heute erhalten geblieben.
Bei der Französischen Revolution spielte die Gemeinde trotz ihrer Abgelegenheit und ihrer geringen Größe eine Rolle, da der lokale Pfarrer in Versailles an der Vorbereitung der Generalstände von 1789 mitwirkte. Darüber hinaus kam ein vormaliger lokaler Herrscher im Verlauf der Revolution ums Leben.
Zu den Sehenswürdigkeiten zählen neben der Kirche insbesondere die verschiedenen historischen Höfe auf dem gesamten Gemeindegebiet. Hinzu kommen die Steinbogenbrücke Pont de l’Arénas sowie das mittlerweile restaurierte einstige Wasserversorgungssystem.

### Bevölkerungsentwicklung
| Jahr      | 1962 | 1968 | 1975 | 1982 | 1990 | 1999 | 2007 | 2017 |
| --------- | ---- | ---- | ---- | ---- | ---- | ---- | ---- | ---- |
| Einwohner | 41   | 36   | 38   | 31   | 28   | 37   | 41   | 33   |

Im Jahr 1793 konnte die Gemeinde Peyrolles-en-Cévennes noch 202 Einwohner aufweisen, doch im nachfolgenden 19. Jahrhundert kam es zu einem von Schwankungen begleiteten Abwärtstrend, weswegen die Zahl bis 1901 auf 132 gesunken war. Von da an setzte binnen weniger Jahrzehnte ein starker Rückgang ein, sodass 1936 nicht mehr als 42 Bürger geblieben waren. Auf diesem Niveau pendelte sich die Zahl langfristig ein, wenngleich es weiterhin Abweichungen gab und 1990 mit 28 Menschen der historische Tiefstand erfasst wurde.